# Deutsche Kommunistische Partei
Die Deutsche Kommunistische Partei (DKP) ist eine 1968 in der Bundesrepublik Deutschland gegründete kommunistische Kleinpartei. Aufgrund personeller Kontinuitäten und inhaltlicher Gemeinsamkeiten mit der 1956 verbotenen KPD gilt sie als deren maßgebliche Nachfolgeorganisation.
Sie wird vom Verfassungsschutz beobachtet und von diesem wie auch von Politikwissenschaftlern als linksextremistisch eingestuft.
Die DKP sieht sich selbst als revolutionäre Partei, die „von den Zukunfts- und Gesamtinteressen der Arbeiter und Angestellten“ geleitet wird, und bekennt sich zu den Theorien von Marx, Engels und Lenin. Dabei beruft sie sich auch auf bisherige realsozialistische Staaten wie Kuba, die DDR oder die Sowjetunion.
Bis 1990 war sie – finanziell unterstützt von der DDR mit etwa 70 Mio. DM jährlich – in der Bundesrepublik Deutschland die mitgliederstärkste Partei links von SPD und Grünen. Bei politischen Wahlen auf Bundes- und Landesebene erhielt sie maximal 3,1 % bei der Bürgerschaftswahl in Bremen 1971. Seit der deutschen Wiedervereinigung ist die Partei politisch bedeutungslos.

## Geschichte

### Vorgeschichte
Im August 1956 wurde die KPD vom Bundesverfassungsgericht verboten, obwohl noch im März 1956 ihr Parteivorstand in Folge des XX. Parteitags der KPdSU erörtert hatte, dass in Anlehnung an Chruschtschows Konzept vom „friedlichen Wettstreit der Systeme“ (nach dem die kommunistischen Parteien in Westeuropa auch auf parlamentarischen und nicht allein revolutionärem Weg die politische Macht erreichen könnten) aus dem Parteiprogramm von 1952 Zielsetzungen wie „revolutionärer Sturz des Adenauer-Regimes“ zu widerrufen wären und als strategisch falsche Ausrichtung einzuschätzen wären. Die KPD bekannte sich damit zu den „verfassungsmäßigen Grundrechten und Freiheiten“, die sie als den „Boden“ ihres „Kampfes“ bezeichnete und „entschlossen gegen Verfassungsbruch und autoritäre Willkür“ zu verteidigen behauptete.
Mit Hilfe der SED und der DDR-Regierung waren zwischen 1948 und 1952 jene Parteimitglieder aus Führungspositionen der KPD entfernt oder ausgeschlossen worden, die sich für eben jene Tolerierung der politischen Strukturen der Bundesrepublik und für eine politische Arbeit in deren Rahmen aussprachen. Der stellvertretende Vorsitzende der KPD Kurt Müller wurde 1950 vom späteren Ehrenvorsitzenden der DKP Max Reimann nach Ost-Berlin gelockt, dort verhaftet und von einem sowjetischen Gericht als angeblicher Agent zu 25 Jahren Zuchthaus verurteilt.
Aufgrund des KPD-Verbots bestand daher für deren Anhänger Bedarf für eine Nachfolgepartei. Im Verbotsurteil blieb die Neuorientierung vom März 1956 unberücksichtigt. Sie blieb aber maßgeblich für die KPD und die Bemühungen zunächst um eine Wiederzulassung, dann Neukonstituierung in der Gestalt der DKP in den 1960er Jahren.

### Neukonstituierung
In einem Projekt namens „Sozialistisches Zentrum“ fanden im Jahre 1967 und 1968 Teile des SDS, der DFU, der linkssozialistischen Gruppen ASO, ADS und der „Initiativausschuss für die Wiederzulassung der KPD“ zusammen. Der Versuch, in Verbindung mit der 68er-Bewegung eine gemeinsame Organisation zu bilden und die Kommunisten der KPD mit einzubeziehen, scheiterte schließlich daran, dass diese eine eigene Partei mit stärkerem linken Profil bevorzugten.
Im Juni 1968 unternahm das „Arbeitsbüro“, die Führungseinrichtung der Sozialistischen Einheitspartei Deutschlands (SED) im Ostteil Berlins für die nach dem gerichtlichen Verbot illegale KPD, einen Vorstoß in Sachen „weitere Entwicklung der Kommunistischen Partei in Westdeutschland“. Es erstellte einen Fahrplan für die Errichtung einer kommunistischen Partei, nach dem später tatsächlich vorgegangen wurde. Zunächst musste allerdings das SED-Politbüro zustimmen.

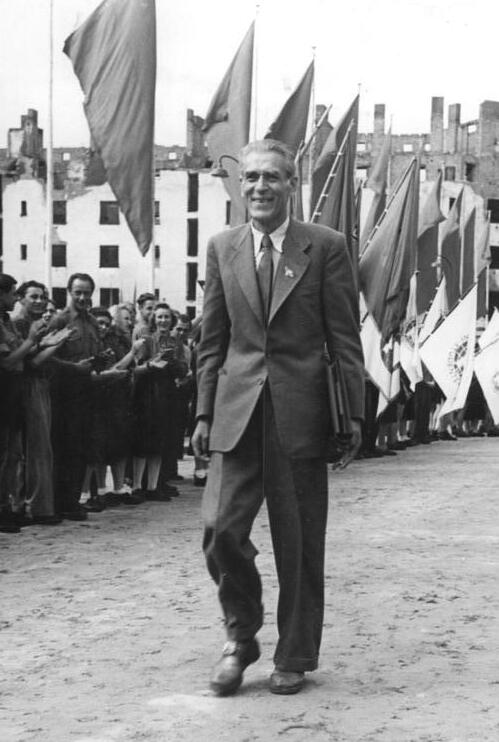
Max Reimann (1950), Ehrenvorsitzender der DKP

Die Phasen nach der Gründung wurden formuliert, das Konzept einer Parteizeitung als „kollektiver Organisator der Partei“ entworfen und Organisationsvorstellungen skizziert. Hinsichtlich des Verhältnisses zur SED hieß es: „Unter den veränderten Bedingungen ist die Sicherung einer richtigen politischen Linie von entscheidender Bedeutung.“ Die lange zögernde KPD-Führung gab dem Drängen der SED nach und folgte ihm mit einem Beschluss ihres Politbüros. Nachdem die DKP am 25. September 1968 vom „Bundesausschuss zur Neukonstituierung einer Kommunistischen Partei“ in Frankfurt am Main gegründet worden war – man sprach von einer Neukonstituierung, weil die Kommunistische Partei Deutschlands (KPD) nie aufgehört habe zu bestehen – wurde im Arbeitsbüro ein erster Entwurf des Parteistatuts gesichtet. Hinzu kamen ein Katalog von Anforderungen für die Zeit bis zum 1. Parteitag und die Skizze eines Bündniskonzepts. Im Rahmen der „praktisch-politischen Aufgaben unserer Abteilung in Vorbereitung des Parteitages der Freunde“ machte man sich Gedanken, „wie und in welcher Form unsere Abteilung die konkrete Zusammenarbeit mit der Bruderpartei realisiert, wie die bei uns ausgearbeiteten Vorstellungen und Ideen Eingang in die Politik der Bruderpartei finden“. Der Vorsitzende der KPD, Max Reimann, trat im September 1971 der DKP bei und bekundete symbolisch-politisch den Bezug der DKP auf die KPD. Reimann war bis zu seinem Tod 1977 Ehrenvorsitzender der DKP. Die Gründungsmitglieder der DKP bestanden folglich vor allem aus Mitgliedern der KPD sowie aus marxistisch orientierten Angehörigen des sozialistischen Flügels der zeitgenössischen sozialen und politischen Bewegungen (Außerparlamentarische Opposition (APO), 68er-Bewegung). Der Mitgliederbestand lag im Jahr der Gründung bei 9000, 1978 nach Angaben des nordrhein-westfälischen Innenministers bei 42.000 und nach parteieigenen Angaben 1981 bei 49.000.
Der Gründung der DKP ging im Juli 1968 ein Gespräch von zwei Funktionären der KPD mit dem Justizminister Gustav Heinemann der regierenden Großen Koalition voraus, in dem dieser eine Wiederzulassung der KPD ablehnte und die Gründung einer neuen Partei als den Weg für eine Legalisierung der politischen Arbeit von Kommunisten in der Bundesrepublik empfahl.
Die DKP beteiligte sich zusammen mit dem Bund der Deutschen (BdD), der Deutschen Friedens-Union (DFU), der SDAJ, dem Fränkischen Kreis, der VVN, der Westdeutschen Frauenfriedensbewegung (WFFB) und der Vereinigung unabhängiger Sozialisten (VUS) am Wahlbündnis Aktion Demokratischer Fortschritt (ADF), die als Partei zur Bundestagswahl 1969 antrat, aber mit 0,6 % bundesweit an der Fünf-Prozent-Hürde scheiterte. Eine Doppelmitgliedschaft in der DKP und der ADF war zulässig.
Stärker noch als die Große Koalition war die ab 1969 regierende sozialliberale Koalition unter Bundeskanzler Willy Brandt interessiert, das Verhältnis zur DDR und zu den anderen sozialistischen Staaten zu verbessern („Neue Ostpolitik“, „Wandel durch Annäherung“), wozu die Tolerierung einer kommunistischen Partei im Lande selbst eine Vorbedingung darstellte.
Die sozialdemokratisch geführte Regierung Brandt war zugleich bestrebt, Rückwirkungen der Außen- auf die Innenpolitik zu verhindern und eine öffentliche Wirksamkeit kommunistischer und linkssozialistischer Politik so weit wie möglich einzuschränken. Bis dahin hatten repressive Maßnahmen in weitgehenden Formen wie Festnahmen, Prozessen und langjährigen Inhaftierungen stattgefunden. Selbst wenn es aus Beweisnot nicht zu einer Verurteilung gekommen war, folgte auf die Entlassung doch meist eine längere Arbeitslosigkeit. An die letzte Variante knüpften 1972 die Regierung Brandt und die Innenminister der Bundesländer mit dem Radikalenerlass an, nachdem die bisherigen Formen der Repression nicht weiter praktikabel erschienen und ein erneutes Verbotsverfahren wegen Verfassungswidrigkeit gegen die Neugründung außerhalb der Diskussion stand. Im Ergebnis führte der Erlass dazu, sogenannte Berufsverbote gegen, wie es hieß, Verfassungsfeinde im öffentlichen Dienst auszusprechen. Damit war der rechtlich relevante Terminus der Verfassungswidrigkeit, wie er dem KPD-Verbot zugrunde gelegen hatte, vermieden und die Abwehr der Unerwünschten zu einem Gegenstand der politischen und geheimdienstlichen Aktivität gemacht worden. Da mit Ausnahme der diktatorischen Regime in Spanien und Portugal überall in West- und Mitteleuropa kommunistische Parteien ein Element der nationalen Politik waren, stieß der Radikalenerlass im Ausland teilweise auf Unverständnis.

### West-Berlin
In Berlin war die KPD ab 1946 infolge der Zwangsvereinigung mit der SPD zur SED nicht mehr existent. Seit Mai 1946 war die SED aufgrund eines Beschlusses des Alliierten Kontrollrats in ganz Berlin eine legale Partei, auf die das westdeutsche KPD-Verbot von 1956 keine Rechtskraft entfalten konnte. Im April 1959 schuf die SED für ihre Kreisorganisationen in den Westsektoren Berlins eine eigene Leitung und trug damit der 1958 von der Sowjetunion entwickelten Drei-Staaten-Theorie Rechnung. Gesteuert und finanziert wurde die Organisation zusammen mit der verbotenen KPD und später der DKP von der SED-Zentrale in verschleierter Form durch die wechselnden, für die „West-Arbeit“ zuständigen Abteilungen. Beide waren in ihrer gesamten Zeit in jeder Hinsicht von der SED abhängig. Die Errichtung der Berliner Mauer veranlasste die SED 1962, die West-Berliner Organisation in SED Westberlin umzutaufen. Nach der Konsolidierung der neu gegründeten DKP erfolgte 1969 die Umbenennung in Sozialistische Einheitspartei Westberlins (SEW). Die in der Bundesrepublik als Reaktion auf die faktische Wiederauferstehung der kommunistischen Partei geschaffenen Unvereinbarkeitsbeschlüsse und den Radikalenerlass wandten die demokratischen Parteien, die Gewerkschaften und die öffentliche Verwaltung infolge ihrer Integration in das dortige politische System auch in West-Berlin auf Mitglieder und Aktivisten „kommunistischer“ Organisationen an, und damit auch auf die der SEW.
Als es infolge des Zusammenbruchs der DDR dort zur Umwandlung der SED in die PDS gekommen war, die ein Aufgehen ihrer bisherigen Satellitenorganisationen SEW und DKP in einer gesamtdeutschen „Partei der Arbeiterklasse“ unmöglich machte, versuchte im April 1990 das noch verbliebene Drittel der SEW-Mitglieder von 1989 einen Neustart als Sozialistische Initiative (SI). Die im wiedervereinigten Deutschland erfolglos und unbeachtet gebliebene SI beschloss im März 1991 ihre Selbstauflösung.

### Entwicklung 1968–1979

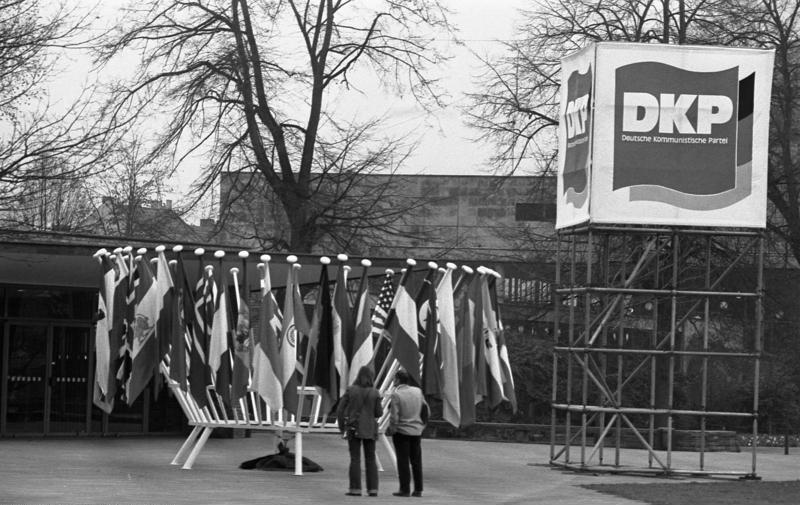
Parteitag in der Bonner Beethovenhalle (1976)

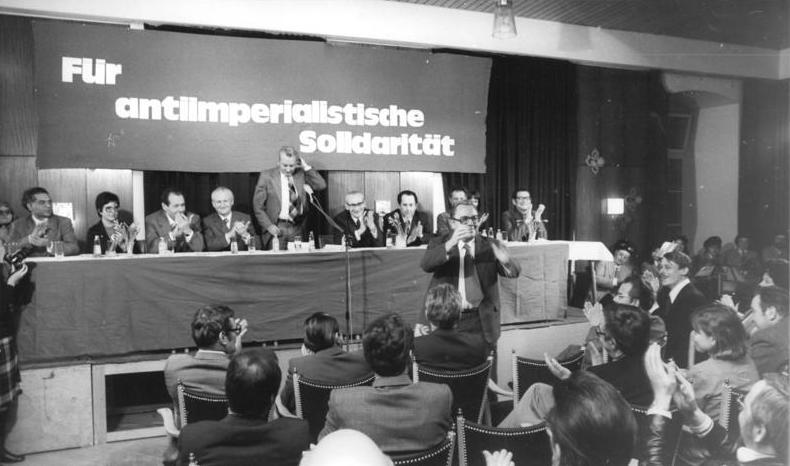
Parteitag 1976 mit SED-Gästen, darunter Paul Verner (4.v.r.), Günter Mittag (4.v.l.), Joachim Herrmann (3.v.l.), Herbert Häber (3.v.r.) und Michael Kohl (vor dem Präsidium stehend)

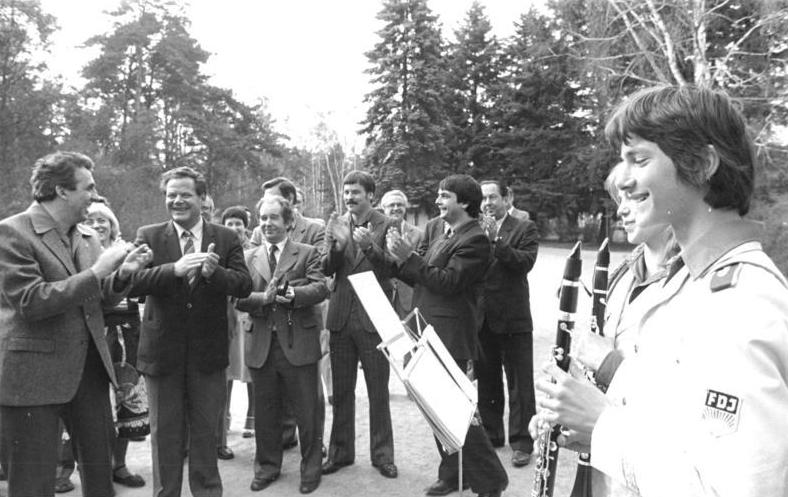
DKP-Delegation in Ost-Berlin 1982, Egon Krenz (links), Herbert Mies (2.v.li.)

Innerhalb der kommunistischen Weltbewegung pflegte die DKP die engsten Beziehungen zur SED. Dazu gehörte eine umfangreiche finanzielle und politische Unterstützung durch die SED. Da die DKP von einer Offenlegung der Unterstützung durch die SED Nachteile erwartete, unterstützte die SED die DKP beispielsweise mittels Tarnfirmen. Während der Ära Honecker wurden jährlich etwa 70 Millionen DM von Ost-Berlin in die Düsseldorfer DKP-Zentrale transferiert.
Entsprechend ihrem Selbstverständnis als „Partei der Arbeiterklasse“ bemühte sich die DKP, in der Gewerkschaftsbewegung ihre Auffassungen zu vermitteln. Vergleichsweise stark war die Partei in der Metallindustrie.
Bis in die 1980er Jahre gewann die Partei einen gewissen Einfluss im Kulturleben. So schlossen sich ihr zeitweise Schriftsteller an oder standen ihr nahe wie zum Beispiel Martin Walser oder Wissenschaftler wie Werner Plumpe.
In den Bundestagswahlen zwischen 1972 und 1983 konnte die DKP maximal 0,3 % der Stimmen gewinnen. Bei Landtagswahlen erreichte sie 1971 mit 3,1 % bei der Bremer Bürgerschaftswahl ihr höchstes Ergebnis. Auf kommunaler Ebene lassen sich zwei Muster von Gemeinden erkennen, in denen die DKP Mandate erzielen konnte: zum einen in Arbeiterwohngemeinden mit langer linker Tradition wie Bottrop im Ruhrgebiet oder Mörfelden in Hessen, zum anderen in Universitätsstädten wie Marburg oder Tübingen.
Die DKP verteidigte die gewaltsame Niederschlagung des Volksaufstands vom 17. Juni 1953 in der DDR sowie den Bau der Mauer und begrüßte den sowjetischen Einmarsch in Afghanistan 1979. Die gewaltsame Niederschlagung des Prager Frühlings 1968 begrüßte sie als Beitrag zur „Weiterentwicklung der sozialistischen Demokratie“.
In den 1970er Jahren entwickelten sich Strömungen, die unter Berufung auf einen erneuerten Marxismus demokratische Parteistrukturen und „offene Diskussionen“ forderten. Die Parteiführung vertrat jedoch weiterhin das Organisationsprinzip des Demokratischen Zentralismus, auch wenn der Begriff selbst vermieden wurde. Insbesondere nach der Ausbürgerung des Liedermachers Wolf Biermann aus der DDR Ende 1976 kam es zu Forderungen von Mitgliedern nach einer Orientierung an eurokommunistischen Ansätzen, die von der Parteiführung aber unterdrückt wurden. Daraufhin gründeten vor allem aus dem akademischen Bereich stammende ausgeschlossene oder enttäuschte Genossen den Arbeitskreis Westeuropäische Arbeiterbewegung (AWA). In der Folge kam es zu Parteiaustritten und -ausschlüssen, z. B. in Marburg (Günter Platzdasch), in Nordrhein-Westfalen (Detlev Peukert) und um die Zeitschrift Düsseldorfer Debatte (Michael Ben, Peter Maiwald, Thomas Neumann).

### DKP-Militärorganisation
Von 1969 bis 1989 bildete die DDR etwa 200 DKP-Mitglieder der Gruppe Ralf Forster paramilitärisch aus. Sie sollten im Kriegsfalle Sabotageakte und Personenanschläge verüben. Diese Gruppe wurde von der DDR mit Geld, Waffen und Sprengstoff versorgt. Die theoretische Ausbildung fand in Ost-Berlin statt. Am Springsee in Brandenburg erfolgte die praktische Ausbildung durch Offiziere der NVA zu den Themen: „Umgang mit Waffen und Sprengmitteln, die Taktik von Kleinkampfgruppen, Tarnung, Spurenverwischung und das lautlose Töten von Menschen.“

### Entwicklung 1980–1989
Nach 1980 konzentrierte sich die DKP auf die Friedensbewegung. So war sie auch an der Friedensliste beteiligt, die Mitte der 1980er Jahre an einigen Wahlen teilnahm, für die auch Uta Ranke-Heinemann kandidierte, Tochter des früheren Bundespräsidenten Gustav Heinemann, und die auch punktuelle Erfolge erzielte. In der Friedensbewegung und im Rahmen des Krefelder Appells verfolgte die DKP eine Taktik des „Minimalkonsenses“: die im NATO-Doppelbeschluss vorgesehene Stationierung neuer Mittelstreckenraketen und Marschflugkörper sollte vordringlich bekämpft werden als „kleinster gemeinsamer Nenner“ unter den zahlreichen verschiedenartigen Gruppen, die sich der Bewegung angeschlossen hatten. Inhaltliche Kontroversen auf anderen Feldern sollten möglichst ausgespart bleiben. Diese Taktik vertraten auch die Deutsche Friedens-Union und das Komitee für Frieden, Abrüstung und Zusammenarbeit, in dem viele DKP-Mitglieder mitwirkten. Die DKP integrierte das Friedensthema in ihre Sozialpolitik, so unter dem Wahlkampfmotto „Arbeitsplätze statt Raketen!“
Ab 1985 motivierte Michail Gorbatschows neue politische Linie in der Sowjetunion auch Mitglieder der DKP zu einer Infragestellung früherer Positionen. Die hohe Bedeutung, die in der Hochzeit der Friedensbewegung die Abrüstung als wichtigste „Menschheitsfrage“ in der politischen Praxis ihrer Mitglieder hatte, führte in Teilen der Mitgliedschaft zu einer Entfremdung von den originären Inhalten einer kommunistischen Partei und ließ das Profil der DKP als „Partei der Arbeiterklasse“ unscharf werden. Auch die Nuklearkatastrophe von Tschernobyl (1986) bewirkte eine Zunahme der Kritik an den Positionen der Parteiführung und der Parteimehrheit, die sich bis dahin nur gegen Kernkraftwerke in so genannten kapitalistischen Ländern ausgesprochen hatten, da ihrer Meinung nach die Gefahren vor allem aus einem auf Profitmaximierung gerichteten Betrieb atomarer Kraftwerke resultierten.
Die Widersprüche wurden erstmals auf dem Hamburger Parteitag 1986 deutlich sichtbar. Es bildete sich eine Strömung der „Erneuerer“. Im Zuge des Auflösungsprozesses in den sozialistischen Ländern 1989/1990 verließen diese Kräfte die DKP. Teils beendeten sie ihr politisches Engagement, teils wandten sie sich anderen Parteien, vor allem der SPD oder der PDS zu. Einzelne prominente Intellektuelle und Funktionsträger wie der Schriftsteller Peter Schütt, der Journalist Franz Sommerfeld oder die Journalistin Christiane Bruns vollzogen in der Folge einen vollständigen Wechsel ihrer politischen Orientierung und wurden zeitweise oder auf Dauer prominente Repräsentanten des medialen Lebens der Bundesrepublik Deutschland.
Die inneren Auseinandersetzungen, der rasche Zusammenbruch der realsozialistischen Systeme in Europa, vor allem aber das Ende der die DKP unterstützenden DDR (siehe auch Parteifinanzen und Vermögen) wie auch der mit diesen Prozessen einhergehende allgemeine Niedergang der Linken führten die DKP in eine tiefe Existenzkrise. Von bis zu 57.000 (höchst genannte parteioffizielle Zahl 1986) oder 42.000 (Verfassungsschutzberichte) Mitgliedern blieben nach 1989 wenige Tausend übrig.

### Einbruch und Neuorientierung 1989–2009

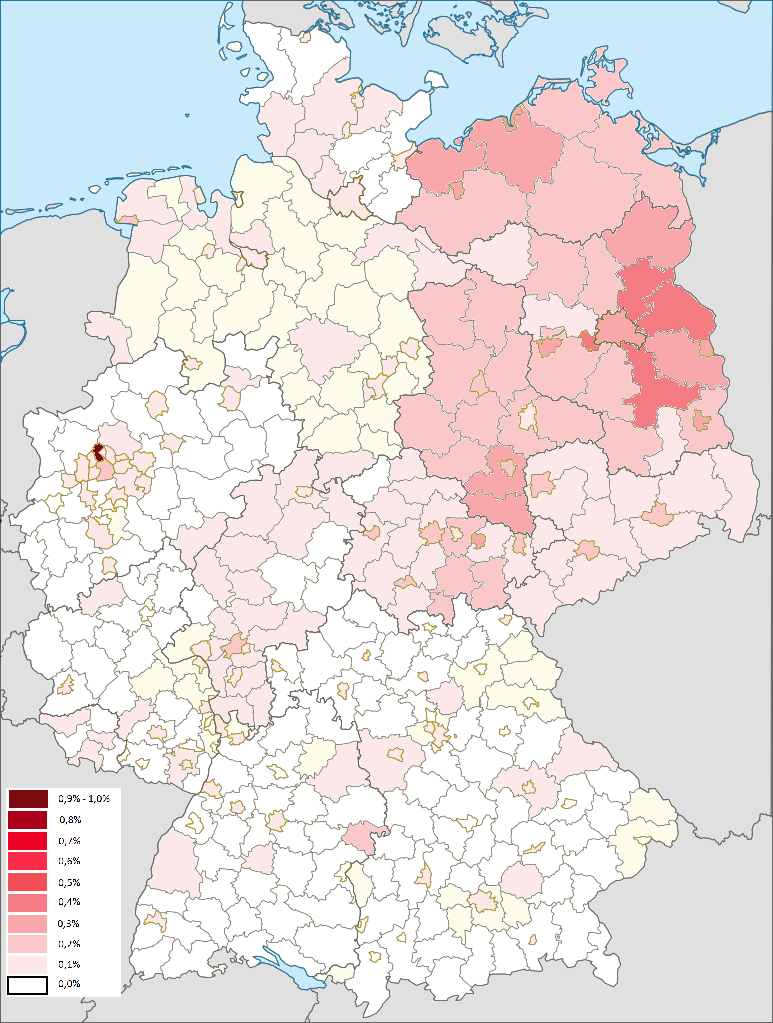
Ergebnis der DKP zur EU-Wahl 2014 nach Landkreisen

Die Verbliebenen wollten die an Prinzipien von Lenin orientierte Partei der Arbeiterklasse mit einheitlicher Weltanschauung verteidigen. Dennoch stellte sich heraus, dass auch innerhalb der Rest-DKP in vieler Hinsicht gegensätzliche Positionen existierten. Verschärft wurde das Problem durch den Beitritt ehemaliger SED-Mitglieder in den neuen Bundesländern und Ost-Berlin, die der West-Partei Tendenzen zum Revisionismus und „ideologische Kapitulation“ vor der als „Konterrevolution“ bezeichneten Wende und friedlichen Revolution in der DDR vorwerfen. Anders als vor 1989 verbarg die DKP ihre inneren Spannungen nicht mehr nach außen, sondern führte die kontroversen Diskussionen auch offen in der Parteizeitung Unsere Zeit. Zu den Gestaltern des neuen Programms gehörte maßgeblich der marxistische Philosoph Hans Heinz Holz, der der Partei seit 1994 angehörte. Auf dem 17. Parteitag im April 2006 wurde das Programm von 1978 abgelöst.
Bei der Bundestagswahl 2009 trat die DKP nur in Berlin an und erreichte weniger als 2000 Zweitstimmen; bundesweit wird ihr Wahlergebnis mit 0,0 % ausgewiesen. Über die Listen der PDS und der Partei Die Linke sowie mittels Eigenkandidatur und über Wahlbündnisse konnten DKP-Mitglieder in rund 20 vorwiegend kommunale Parlamente einziehen.

### Ausrichtung ab 2010
In den Jahren ab 2010 gab es vermehrt Streitpunkte um die inhaltliche Ausrichtung der DKP. Die Mehrheit der Partei und des Parteivorstandes um die Vorsitzende Bettina Jürgensen, den ehemaligen Vorsitzenden Heinz Stehr und das Parteivorstandsmitglied Leo Meyer wollten den Kurs der „Neuausrichtung“ der Partei weiter fortführen und strebten eine Fortsetzung der engen Zusammenarbeit mit der Linkspartei und eine Ausweitung des Beobachterstatus in der Europäischen Linkspartei (EL) zu einer Vollmitgliedschaft an. Die Minderheit um das Parteivorstandsmitglied Patrik Köbele und Hans-Peter Brenner wollte den Beobachterstatus in der EL beenden, zu überregionalen Wahlen antreten und die Partei selbstständiger und „klassenkämpferischer“ gestalten.
Am 2. und 3. März 2013 fand in Mörfelden-Walldorf der 20. Parteitag der DKP statt. Hier kam es zur Kampfabstimmung bei der Wahl zum Parteivorsitz zwischen der Amtsinhaberin Bettina Jürgensen und ihrem Herausforderer Patrik Köbele. Köbele gewann die Wahl und wollte die Partei „mehr kämpferisch und revolutionär, wieder den Klassenkampf, das Klassenbewusstsein und die Avantgarderolle der Kommunistischen Partei betonend“ aufstellen. „Der Abstand zu solchen Kräften, die Reformen innerhalb des bestehenden Gesellschaftssystems einer antiimperialistischen Revolutionsrhetorik ohne gesellschaftlichen Rückhalt als Nahziel vorziehen, wird sich vergrößern“, betonte Köbele bei seinem Antritt.
Die DKP beendete am 27. Februar 2016 auf dem 21. Parteitag ihren Beobachterstatus in der Europäischen Linkspartei. Das Lager um die ehemaligen Vorsitzenden Bettina Jürgensen, Heinz Stehr und den „Architekten des Reformkurses“ in der Partei, Leo Meyer, organisierte sich im Kommunistischen Netzwerk und im Verein Marxistische Linke (MaLi). MaLi ist offizielle „Partnerbewegung“ der Europäischen Linkspartei. Über 70 MaLi-Mitglieder haben die DKP in den Jahren nach dem 20. Parteitag verlassen.
Im Zuge der innerparteilichen Diskussion um die Ausrichtung der Partei im Bezug auf die antimonopolistische Strategie (AMS) verließen einige, vor allem junge Mitglieder die Partei und die SDAJ, weil sie die AMS ablehnten. Sie gründeten zunächst den Zusammenhang wie weiter?, woraus Mitte 2018 die Kommunistische Organisation (KO) entstand.
Die DKP erhielt zur Europawahl 2019 20.396 Stimmen (0,1 %).
Am 9. November 2019 feierte die DKP den 70. Gründungstag der DDR, des „ersten sozialistischen Staats auf deutschem Boden“, nach ihrer Auffassung „ein notwendiges Kontrastprogramm zu all den Feiern der Sieger und Profiteure des Mauerfalls“. Die DDR sei „aller Widersprüchlichkeit zum Trotz […] die größte Errungenschaft der Arbeiterbewegung Deutschlands“ und ein „Friedensstaat“ gewesen, mit dem „wesentliche soziale und humane Grundrechte verwirklicht“ worden seien.
Eine Entscheidung des Bundeswahlausschusses vom 8. Juli 2021, wonach die DKP wegen wiederholt verspätet abgegebener Rechenschaftsberichte nicht an der Bundestagswahl am 26. September 2021 teilnehmen dürfe, wurde Mitte Juli 2021 vom Bundesverfassungsgericht aufgehoben.
Der russische Überfall auf die Ukraine wird von der Partei als Verteidigungshandlung Russlands gegen eine angebliche „Einkreisungspolitik“ seitens der NATO und Aggressionen des Westens interpretiert und gerechtfertigt. Frieden sei, so die Partei, nur mit Russland und China machbar. Den Terrorangriff der Hamas auf Israel 2023 interpretiert die Partei als Konsequenz jahrzehntelanger Unterdrückung der Palästinenser durch Israel. Die DKP erklärt sich grundsätzlich solidarisch mit dem palästinensischen Volk und bezeichnet das Handeln Israels als „kolonialistisch“. Die militärische Verteidigung Israels wird dabei mit den Terroraktionen der Hamas gleichgesetzt. Die Parteispitze rief die Mitglieder offiziell dazu auf, mit Palästinafahnen an „Pro-Palästina“-Demonstrationen teilzunehmen.

### Beobachtung durch die Verfassungsschutzbehörden
Seit ihrer Gründung 1968 wird die DKP vom Bundesamt für Verfassungsschutz beobachtet. Sie wird als linksextremistisch und verfassungsfeindlich eingestuft, da sie sich als „revolutionäre Partei der Arbeiterklasse“ zum Marxismus-Leninismus bekenne und unverändert eine revolutionäre Umgestaltung der Gesellschaft anstrebe. Zudem geht man davon aus, dass die DKP zur Profilierung verstärkt auf den außerparlamentarischen Kampf setze. Für „eindeutig verfassungsfeindlich“ wird die Partei beispielsweise wegen folgender Aussage aus dem Parteiprogramm eingestuft:

„Der Sozialismus kann nicht auf dem Weg von Reformen, sondern nur durch tief greifende Umgestaltungen und die revolutionäre Überwindung der kapitalistischen Eigentums- und Machtverhältnisse erreicht werden.“

## Inhaltliches Profil

### Selbstverortung
Als letztes Ziel ihrer Politik sieht die DKP den Kommunismus. Damit bezeichnet sie
„eine Gesellschaftsordnung, in der die Ausbeutung des Menschen durch den Menschen beseitigt, ein sorgsamer Umgang mit der Natur gesichert und die freie Entwicklung eines jeden als die Bedingung für die freie Entwicklung aller ermöglicht“ sei.
Als eine „historische Übergangsperiode zur neuen Gesellschaft“ sieht sie nach eigenen Angaben „den Sozialismus“ an.
Die DKP sieht sich „als marxistische Partei mit revolutionärer Zielsetzung“. Sie orientiert sich „an den Erkenntnissen des wissenschaftlichen Sozialismus, deren Weiterentwicklung sie fördert.“ Dabei würde sie „gleichberechtigt und partnerschaftlich mit anderen linken und demokratischen Organisationen und Parteien“ zusammenarbeiten. Zudem sei die DKP „bei Wahrung ihrer völligen Selbstständigkeit Teil der kommunistischen und revolutionären Bewegung“.

### Parteiprogramm
Am 8. April 2006 (auf der 2. Tagung des 17. Parteitags der DKP in Duisburg) beschlossen die Delegierten ein neues Parteiprogramm. Es löste das Programm von 1978 ab.
Im Programm der DKP von 1978 (beschlossen auf dem Parteitag in Mannheim) stand die Zielsetzung, mittels der Übergangsform einer „antimonopolistischen Demokratie“ zum Fernziel einer „sozialistischen Gesellschaft“ zu gelangen. Dem lag die Analyse des modernen Kapitalismus als staatsmonopolistischer Kapitalismus zugrunde, die von marxistischen Wirtschafts- und Politikwissenschaftlern, so auch in der DDR und in Frankreich sowie an dem der DKP verbundenen Institut für Marxistische Studien und Forschungen (IMSF) in Frankfurt am Main, entwickelt worden war. Demnach habe im Kapitalismus eine zunehmende und historisch neue Verflechtung von großen und international agierenden Konzernen mit der staatlichen Administration und Exekutive stattgefunden, die die Verteilung des gesamtwirtschaftlichen Mehrprodukts zum Vorteil vor allem der Großwirtschaft („Großkapital“) und zu Lasten der kleinen Kapitaleigner und der Beschäftigten in neuer Größenordnung nach sich ziehe und die demokratischen Entscheidungsprozesse gefährde. Damit einher gingen soziale Abstiegsprozesse, die stärker als je zuvor sowohl die selbständigen als auch die lohnabhängigen Mittelschichten erfassen würden und deren Bekämpfung umfassende gesellschaftliche und politische Bündnisse gegen die Politik der internationalisierten Konzerne erfordere.
In der Präambel ihres Parteiprogramms (2006) behauptet die DKP „schärfer gewordene Klassengegensätze“.
Das Programm setzt nicht mehr auf „Aktionseinheiten“ mit Sozialdemokraten. Nach wie vor strebt die DKP aber vor allem vor Ort Bündnisse mit „fortschrittlichen“ demokratischen Kräften an. Konkret öffnet sie sich mit dem neuen Programm den Neuen sozialen Bewegungen, den Montagsdemonstrationen, Attac sowie der Antifa.
Die DKP betrachtete sich stets als Teil des um die Sowjetunion als Zentrum versammelten „sozialistischen Lagers“. Ein besonders enges Verhältnis unterhielt sie zur DDR und dort zur SED. Die als Eurokommunismus bezeichnete Orientierung der kommunistischen Parteien Italiens, Spaniens und zeitweilig Frankreichs lehnte sie als „sozialreformistisch“ und als Weg in die Sozialdemokratie entschieden ab.
Ebenso entschieden verurteilte sie alle Bemühungen linker Gruppierungen der 1970er und 1980er Jahre, die politische Macht auch mit Mitteln der Gewalt zu erobern, und erklärte, den Weg zum Sozialismus ausschließlich mit friedlichen und demokratischen Mitteln im Rahmen der verfassungsrechtlichen Möglichkeiten anzustreben.

### Europawahlprogramm 2019
In ihrem Europawahlprogramm setzt sich die DKP für den Austritt Deutschlands aus der Europäischen Union ein, da sie die EU für nicht reformierbar hält. Die DKP kandidierte um „Widerstand gegen Krieg, Sozial- und Demokratieabbau in diesem Land zu stärken und dem Widerstand gegen die EU eine fortschrittliche Stimme zu geben“. Die EU wird aufgrund der militärischen Zusammenarbeit im Rahmen von PESCO, der konfrontativen Politik gegenüber Russland und China und der Zusammenarbeit mit der NATO als militaristisch charakterisiert. Die Austeritätspolitik einiger Länder der EU wird insbesondere der deutschen Regierung angelastet und als Gewinner dieser „gigantischen Entlassungs- und Armutswelle“ die deutschen und französischen Banken und Konzernen ausgemacht, jedoch auch die Banken und Konzerne der von der Austeritätspolitik betroffenen Länder. Laut DKP werden durch die EU die Rechte der nationalen Parlamente ausgehöhlt. Deshalb bescheinigt die DKP der EU für Demokratieabbau verantwortlich zu sein. Die DKP schreibt der EU eine Mitschuld an Fluchtbewegungen zu, aufgrund der militärischen und wirtschaftlichen Politik gegenüber Ländern in Afrika und dem Nahen Osten. Sie skandalisiert die Lage der ertrinkenden Flüchtlinge im Mittelmeer und spricht sich für die Abschaffung der Grenzschutzagentur Frontex aus. Sie fasst ihre Forderungen in einem „Sofortprogramm“ zusammen, unterteilt in 5 Themenkomplexe. Dazu zählen die Bereiche Abrüstung, Besteuerung von hohen Einkommen, öffentliche Investitionen, Schaffung von Arbeitsplätzen und Ausbau des Sozialsystems sowie Erhöhung des Mindestlohns.

### Streitfragen
Auf der analytischen Ebene beschäftigen die DKP vor allem zwei Streitfragen. Aus deren unterschiedlicher Beantwortung ergeben sich gegensätzliche Schlussfolgerungen für ihr Selbstverständnis.
- Zum einen geht es um die Frage, was die Ursachen für das Scheitern des Sozialismus in der Sowjetunion und in den übrigen Ostblock-Staaten gewesen seien und welche Konsequenzen daraus zu ziehen seien, damit eine zeitgemäße Konzeption des Sozialismus entstehen könne.
  - Woran scheiterte der sogenannte reale Sozialismus;
  - welche Bedeutung hatten innere politische und ökonomische Defizite und Widersprüche wie der Mangel an Demokratie oder ein hohes Maß an sozialen Leistungen und
  - welches Gewicht hatte der ökonomische, politische und der durch das Wettrüsten gegebene Druck des konkurrierenden Systems?

Eine wesentliche Frage über diese Ursachenforschung hinaus ist die nach der Rolle demokratischer Mitbestimmung innerhalb einer sozialistischen Gesellschaft.
- Zum anderen ist umstritten, wie die Begriffe Imperialismus und Globalisierung interpretiert werden sollen. Zum Teil wird die Globalisierung als eine qualitativ neue Entwicklungsstufe des Kapitalismus, die durch transnationale Kapitalverflechtungen charakterisiert sei, betrachtet, zum Teil ist man der Auffassung, dass die Weltlage unverändert mit den Grundbegriffen aus Lenins Schrift Der Imperialismus als höchstes Stadium des Kapitalismus (1917) zu beschreiben und erklären sei, da die Zunahme des internationalen Handels nur ein quantitatives Phänomen darstelle.

Im Gegensatz zu den Beschlüssen der Gesamtpartei gaben die Landesverbände in Berlin und Brandenburg im Mai 2009 bekannt, zur Bundestagswahl 2009 antreten zu wollen. Hinsichtlich der eigenständigen Beteiligung an Wahlen bestand nur Einigkeit darin, bei der Europawahl 2009 anzutreten.

## Struktur

### Parteivorsitzende
| Amtszeit      | Name              |
| ------------- | ----------------- |
| 1969 – 1973   | Kurt Bachmann     |
| 1973 – 1990   | Herbert Mies      |
| 1990 – 2010 1 | Heinz Stehr       |
| 2010 – 2013   | Bettina Jürgensen |
| seit 2013     | Patrik Köbele     |

### Parteitage
Entsprechend dem Statut der DKP von 2018 ist der Parteitag das höchste Organ der Partei und findet alle 2 Jahre statt.
| Parteitag                        | Jahr | Datum           | Ort                |
| -------------------------------- | ---- | --------------- | ------------------ |
| 1.                               | 1969 | 12.04. – 13.04. | Essen              |
| 2.                               | 1971 | 25.11. – 28.11. | Düsseldorf         |
| 3.                               | 1973 | 02.11. – 04.11. | Hamburg            |
| 4.                               | 1976 | 19.03. – 21.03. | Bonn               |
| 5.                               | 1978 | 20.10. – 22.10. | Mannheim           |
| 6.                               | 1981 | 29.05. – 31.05. | Hannover           |
| 7.                               | 1984 | 06.01. – 08.01. | Nürnberg           |
| 8.                               | 1986 | 02.05. – 04.05. | Hamburg            |
| 9.                               | 1989 | 06.01. – 08.01. | Wuppertal          |
| 10.                              | 1990 | 24.03. – 25.03. | Dortmund           |
| 11.                              | 1991 | 10.05. – 12.05. | Bonn               |
| 12.                              | 1993 | 16.01. – 17.01. | Mannheim           |
| 13.                              | 1996 | 03.02. – 04.02. | Dortmund           |
| 14.                              | 1998 | 22.05. – 24.05. | Hannover           |
| 15.                              | 2000 | 02.06. – 04.06. | Düsseldorf         |
| 16.                              | 2002 | 30.11. – 01.12. | Düsseldorf         |
| 17. 1. Tagung                    | 2005 | 12.02. – 13.02. | Duisburg           |
| 17. 2. Tagung                    | 2006 | 08.04.          | Duisburg           |
| 18. 1. Tagung                    | 2008 | 23.02. – 24.02. | Mörfelden-Walldorf |
| 18. 2. Tagung (EU-Wahlkonferenz) | 2009 | 10.01.          | Berlin             |
| 19.                              | 2010 | 09.10. – 10.10. | Frankfurt am Main  |
| 20.                              | 2013 | 02.03. – 03.03. | Mörfelden          |
| 21.                              | 2015 | 14.11. – 15.11. | Frankfurt am Main  |
| 22.                              | 2018 | 02.03. – 04.03. | Frankfurt am Main  |
| 23.                              | 2020 | 28.02. – 01.03. | Frankfurt am Main  |
| 24.                              | 2022 | 22.05.          | Online-Konferenz   |
| 25.                              | 2023 | 17.03. – 19.03. | Gotha              |
| 26.                              | 2025 | 20.06. – 22.06. | Frankfurt am Main  |

### Mitglieder
Die DKP selbst gab auf ihren Parteitagen bis 1990 auch regelmäßig Zahlen über den Mitgliederbestand an. Dem gegenüber können die vom Bundesamt für Verfassungsschutz veröffentlichten Schätzungen als durchaus realistischer angesehen werden.
| Jahr | Mitglieder lt. Parteitag | Mitglieder lt. Verfassungsschutz |
| ---- | ------------------------ | -------------------------------- |
| 1971 | 33.410                   | 34.000                           |
| 1973 | 39.344                   | 39.000                           |
| 1976 | 42.453                   | 40.000                           |
| 1978 | 46.480                   | 42.000                           |
| 1981 | 48.856                   | 40.000                           |
| 1984 | 50.482                   | 40.000                           |
| 1986 | 57.802                   | 42.000                           |
| 1990 | 20.000                   | 11.000                           |

Seit der deutschen Wiedervereinigung schrumpfte die DKP in den 1990er Jahren zunächst auf durchschnittlich etwas mehr als 6.000, in den 2000er Jahren auf etwas mehr als 4.000 und bis Ende der 2010er Jahre auf knapp unter 3.000 Mitglieder. Seit 2018 zählt die Partei laut Bundesamt für Verfassungsschutz regelmäßig etwa 2850 Mitglieder.
Laut dem Politikwissenschaftler Armin Pfahl-Traughber handelt es sich bei den Mitgliedern meist um ältere Menschen „mit nur noch geringem Aktivitätspotential“.

### Verbände
Die Partei ist mit 18 Bezirksverbänden in allen 16 Bundesländern präsent. Dabei sind die Bundesländer Bayern und Nordrhein-Westfalen in jeweils zwei Bezirksverbände (Nordbayern/Südbayern und Rheinland-Westfalen/Ruhr-Westfalen) gegliedert. Zudem existieren noch diverse Kreisverbände.
| Bundesland             | Mitgliederzahl | Gruppen | Vorsitzender                                                           | Ergebnis der letzten Wahl des Landesparlaments |
| ---------------------- | -------------- | ------- | ---------------------------------------------------------------------- | ---------------------------------------------- |
| Baden-Württemberg      | unter 500      | 7       |                                                                        | 0,0 % (2021)                                   |
| Bayern                 | 340            | 9       | Werner Feldmann (Südbayern) August Ballin (Nordbayern)                 | n. a. (2023)                                   |
| Berlin                 | 130            | 6       | Stefan Natke                                                           | 0,2 % (2023)                                   |
| Brandenburg            | 100            | 11      | Männe Grüß                                                             | nur mit Direktkandidaten angetreten (2019)     |
| Bremen                 | 70             | 1       |                                                                        | n. a. (2019)                                   |
| Hamburg                | 180            | 2       | Michael Götze                                                          | n. a. (2020)                                   |
| Hessen                 | 400            | 14      | Axel Koppey                                                            | 0,1 % (2023)                                   |
| Mecklenburg-Vorpommern | 30             | 6       |                                                                        | 0,1 % (2021)                                   |
| Niedersachsen          | 370            | 8       | Detlef Fricke                                                          | n. a. (2022)                                   |
| Nordrhein-Westfalen    | 800            | 20      | Marion Köster (Ruhr-Westfalen) Wolfgang Bergmann (Rheinland-Westfalen) | 0,0 % (2022)                                   |
| Rheinland-Pfalz        | 90             | 6       |                                                                        | n. a. (2021)                                   |
| Saarland               | 200            | 1       | Thomas Hagenhofer                                                      | n. a. (2022)                                   |
| Sachsen                | 40             | 4       |                                                                        | n. a. (2019)                                   |
| Sachsen-Anhalt         | 40             | 5       |                                                                        | n. a. (2021)                                   |
| Schleswig-Holstein     | 180            | 2       |                                                                        | n. a. (2022)                                   |
| Thüringen              | 25             | 7       |                                                                        | n. a. (2019)                                   |

### Kommissionen
Beim Parteivorstand werden Kommissionen und Arbeitskreise sowohl für die dauerhafte Tätigkeit in einem Bereich als auch für die Erledigung konkreter, befristeter Arbeitsaufträge gebildet. Die Kommissionen sind Beratungsorgane des Parteivorstandes. Sie sind verantwortlich für die Erarbeitung von Entscheidungen und Beschlussvorlagen. Sie haben das Recht, soweit sie in einem bestimmten Politikfeld tätig sind, eigenverantwortlich in Abstimmung mit den jeweils verantwortlichen Parteivorsitzenden bzw. Sekretariatsmitgliedern Stellungnahmen abzugeben, in Bündnissen die DKP zu vertreten und sich für diesen Bereich an die Öffentlichkeit zu wenden.
Dauerhafte Kommissionen sind unter anderem:
- Betriebs- und Gewerkschaftspolitik
- Kommission Marxistische Theorie und Bildung
- Finanzkommission
- AG Öffentlichkeitsarbeit
- Internationale Kommission (IK) und AG Kuba Solidarität als Bestandteil der IK
- Jugendkommission
- Frauenarbeitskreis
- Kulturkommission
- Geschichtskommission
- DKP queer: Seit 2006 gibt es die parteiinterne Kommission des Parteivorstandes „DKP queer“, die sich mit Orientierung, Geschlechtern und Praktiken menschlicher Sexualität beschäftigt. Ziel ihrer Arbeit ist eine Gesellschaft, in der diese Aspekte keine Bedeutung bei der Bewertung einer Person haben. Sie hat mit dem viermal im Jahr erscheinenden Magazin red&queer eine eigene Publikation. Einmal im Jahr wird eine Kollektive Leitung gewählt. In dieser Kollektiven Leitung ist auch der vom Parteivorstand gewählte Leiter der Kommission Thomas Knecht aus Hessen als „Organisatorisch Verantwortlicher“ vertreten, der auch als presserechtlich Verantwortlicher für die red&queer zeichnet. Auf der zweiten Parteivorstandstagung des 19. Parteivorstandes der DKP im Dezember 2010 wurde Knecht erstmals zum Leiter der Kommission gewählt. Auf der konstituierenden Sitzung des 20. Parteivorstandes wurde Knecht am 23. März 2013 erneut als Leiter der Kommission gewählt.[120]

### Publikationen
Parteizeitung ist die wöchentlich in Essen erscheinende Unsere Zeit. Alle zwei Monate erscheint das der DKP nahestehende Theorieorgan Marxistische Blätter. Der Neue Impulse Verlag und die Marx-Engels-Stiftung in Wuppertal sind ebenfalls mit der DKP verbunden. Schulungszentrum der Partei ist die Karl-Liebknecht-Schule in Leverkusen. Außerdem richtet die DKP alle zwei Jahre das UZ-Pressefest aus.
Daneben gibt es Kleinpublikationen mit betrieblicher oder lokaler Reichweite.

### Parteifinanzen und Vermögen
Die Partei erhält aufgrund ihrer Wahlergebnisse keine Mittel aus der staatlichen Parteifinanzierung. In der Bundestagsdrucksache 18/1080 ist der Rechenschaftsbericht des Jahres 2011 aufgeführt. Demnach erhielt die Partei in diesem Jahr Einnahmen in Höhe von rund 1.429.000 Euro, darunter
- rd. 34 % Mitgliedsbeiträge
- rd. 39 % Spenden

Sie schloss 2011 mit rd. 21.000 Euro Defizit ab, 2010 waren es rd. 93.000 Euro Defizit, ihr Reinvermögen betrug 2011 rd. 667.000 Euro.
Finanzierung durch die DDR
Nach den Erkenntnissen der Unabhängigen Kommission zur Überprüfung des Vermögens der Parteien und Massenorganisationen der DDR erhielt die DKP im Zeitraum 1981 bis 1989 Zahlungen von der DDR (Bereich Kommerzielle Koordinierung) in Höhe von insgesamt 526.309.000 DM (etwa 270 Millionen Euro). Diese Beträge wurden in den Rechenschaftsberichten an den Deutschen Bundestag nicht ausgewiesen. Am 15. Oktober 1989 – zwei Tage vor seinem Sturz – genehmigte SED-Chef Erich Honecker für 1990 die Zahlung von rund 65 Millionen DM an die DKP und deren „befreundete Organisationen“. Funktionäre der Partei erhielten Scheinarbeitsverhältnisse bei SED-Parteifirmen in der Bundesrepublik Deutschland.

### Parlamentarische Repräsentanz
Die DKP ist vereinzelt lokal erfolgreich und in mehreren kommunalen Parlamenten vertreten, sowohl allein als auch in linken Bündnislisten. In den entsprechenden Orten werden – zum Teil seit den 1920er Jahren – Kommunisten immer wieder in die Parlamente gewählt. Als Schwerpunkte kommunalpolitischer Präsenz und Aktivität der DKP lassen sich im nördlichen Ruhrgebiet die kreisfreie Stadt Bottrop und Gladbeck, in Südhessen Mörfelden-Walldorf und Reinheim sowie in Baden-Württemberg Heidenheim als Schwerpunkte nennen. In Nordhorn stellte die DKP zwischen 1976 und 2016 Mandate im Stadtrat. Im Landkreis Grafschaft Bentheim, in dem Nordhorn liegt, hatte sie bis 2016 ein Kreistagsmandat.

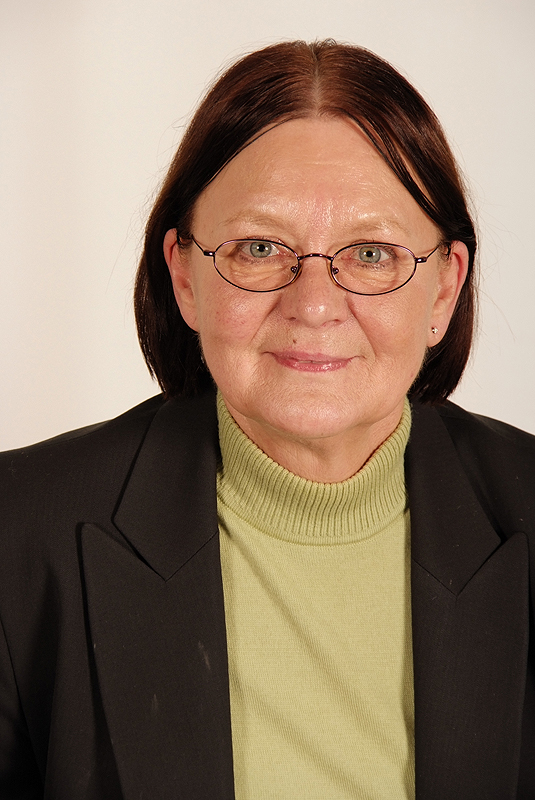
Christel Wegner, 2008

Von 2008 bis 2013 war sie im Landtag von Niedersachsen mit der über die Liste der Partei Die Linke gewählten, später aus deren Fraktion ausgeschlossenen Abgeordneten Christel Wegner vertreten.
| Wahlbereich                 | Jahr der Wahl | Sitze   | Prozent | Wahlbezeichnung                            |
| --------------------------- | ------------- | ------- | ------- | ------------------------------------------ |
| Bottrop                     | 2020          | 2 Sitze | 4,2 %   | Deutsche Kommunistische Partei             |
| Bottrop-Mitte               | 2020          | 1 Sitz  | 4,3 %   | Deutsche Kommunistische Partei             |
| Bottrop-Süd                 | 2020          | 1 Sitz  | 5,8 %   | Deutsche Kommunistische Partei             |
| Gladbeck                    | 2020          | 1 Sitz  | 1,4 %   | Deutsche Kommunistische Partei             |
| Nürnberg                    | 2020          | 1 Sitz  | 1,3 %   | Linke Liste Nürnberg                       |
| Reinheim                    | 2021          | 3 Sitze | 8,4 %   | Deutsche Kommunistische Partei             |
| Ortsbeirat Reinheim         | 2021          | 1 Sitz  | 7,6 %   | Deutsche Kommunistische Partei             |
| Reinheim, Stadtteil Ueberau | 2021          | 2 Sitze | 38,9 %  | Deutsche Kommunistische Partei             |
| Mörfelden-Walldorf          | 2021          | 5 Sitze | 11,4 %  | Deutsche Kommunistische Partei/Linke Liste |
| Heidenheim an der Brenz     | 2024          | 1 Sitz  | 2,0 %   | Deutsche Kommunistische Partei             |

### Nahestehende Organisationen

#### SDAJ u.a.
Die Sozialistische Deutsche Arbeiterjugend (SDAJ) ist eine der DKP nahestehende Jugendorganisation, der Marxistische Studentenbund Spartakus (MSB oder MSB-Spartakus) war die DKP-nahe Studentenorganisation, die sich nach der Wiedervereinigung Deutschlands aufgelöst hat. Mit der Assoziation Marxistischer Studierender (AMS) entstand Ende der 1990er Jahre eine neue DKP-nahe und bundesweit organisierte Hochschulgruppe.
Die DKP arbeitet mit der Kommunistischen Plattform der Partei Die Linke vornehmlich auf kommunaler Ebene zusammen. So betreibt die DKP gemeinsam mit der Linken beispielsweise ein „Linkes Zentrum“ in Münster. Zudem zogen rund 30 DKP-Mitglieder über Listenplätze der Linkspartei in kommunale Parlamente ein. Der hessische Landesverband rief zur Wahl der Linken auf, nachdem er 2008 nicht zur Landtagswahl antrat.

#### Junge Pioniere der DKP
Die Deutsche Kommunistische Partei unterhielt eine Kinderorganisation mit dem Namen „Junge Pioniere“, die, programmatisch auf dem Hamburger Parteitag der DKP im November 1973 beschlossen, sich am 1. Juni in Hannover als „Junge Pioniere – Sozialistische Kinderorganisation“ konstituierte und am 1. Juli 1974 in Bottrop offiziell gegründet wurde. Mit der neuen Jugendorganisation, die für Kinder von 6 bis 14 Jahren vorgesehen war, hatte sich die DKP neben der SDAJ und dem MSB Spartakus eine weitere, wenn auch offiziell unabhängige, Nebenorganisation geschaffen. Sie hatte Mitte der 1980er Jahre etwa 4000 Mitglieder (meist Kinder von DKP-Mitgliedern). Jedes Jahr im Sommer durfte sie auf Einladung der Pionierorganisation Ernst Thälmann ein Kontingent Kinder in die DDR-Ferienlager und auch in die Pionierrepublik Wilhelm Pieck entsenden. Mit der Wiedervereinigung lösten sich wenig später auch die „Jungen Pioniere“ auf.

### Standortbestimmung

#### Auf nationaler Ebene
Zur Bundestagswahl 2005 rief die DKP zur Wahl der Linkspartei.PDS auf, auf deren Wahllisten auch einzelne DKP-Mitglieder kandidierten.
Wahlpolitisch orientierte sich die DKP vor allem auf Zusammenarbeit mit der Partei Die Linke; sie unterstützte deren Listen und bemühte sich um Beteiligung an ihnen entsprechend ihrer Orientierung auf „Bündelung der Linkskräfte“, wie sie auch im 2006 verabschiedeten neuen Programm der DKP vorgesehen ist. Die DKP führte vom 23. bis zum 24. Februar 2008 im hessischen Mörfelden-Walldorf, einer der Orte mit einer kommunalen Verankerung, ihren 18. Parteitag durch. Mit der Wiederwahl von Heinz Stehr zum Vorsitzenden sowie von Nina Hager zu seiner Stellvertreterin und erstmals Leo Mayer zum weiteren Stellvertreter wurde, wie auch bei den wesentlichen politischen Abstimmungen, der Kurs der Parteiführung gegen etwa ein Drittel der Delegierten bestätigt. Die Minderheit hatte eine Konzentration auf Betriebs- und Kommunalpolitik verlangt und war gegen die europapolitische Orientierung der DKP auf Mitarbeit in der Partei der Europäischen Linke. Dabei ging es um die weiterhin diskutierte Streitfrage, ob der „Hauptgegner“ in Zeiten der Globalisierung das „transnationale Kapital“ (Mehrheit) oder der „deutsche Imperialismus“ (Minderheit) sei.
Auf dem 20. Parteitag der DKP am 2. März 2013 wurde Patrik Köbele zum Vorsitzenden der DKP gewählt. Nach der Wahl hat Patrik Köbele den alten Parteivorstand komplett ersetzt. Die DKP ist seitdem wieder eine marxistisch-leninistische Partei, die den Demokratischen Zentralismus als ihre Organisationsform eingeführt hat und sich nicht als „linke Sammelbewegung“, sondern als kommunistische Partei sieht. Die vorherige Vorsitzende Bettina Jürgensen und mit ihr der gesamte DKP-Bezirk Süd-Bayern traten aufgrund dieser Entwicklung aus.
Auf dem 21. Parteitag beendete die DKP ihren Beobachterstatus in der Europäischen Linken und arbeitet seitdem immer weniger mit der Linkspartei zusammen. Bei der Bundestagswahl 2017 kandidierte die DKP zum ersten Mal seit der Bundestagswahl 2005 wieder und rief nicht zur Wahl der Linkspartei auf.

#### Auf internationaler Ebene
Seit 1998 nimmt die DKP regelmäßig an den Internationalen Treffen Kommunistischer und Arbeiterparteien teil, an denen unter anderem auch die autoritär regierenden Einheitsparteien Chinas und Nordkoreas teilnehmen.
Seit etwa dem Jahr 2000 ist die Positionierung der DKP auf internationaler und besonders auf europäischer Ebene umstritten. Da das Kapital heute vor allem transnational agiere, so die Mehrheit des Parteivorstands, die den Widerspruch der damaligen Minderheit hervorruft, könne antikapitalistischer Widerstand nicht auf den Rahmen des Nationalstaats beschränkt bleiben.
Die Frage der bestmöglichen internationalen Zusammenarbeit verbindet sich dadurch für die DKP mit dem Problem der eigenen Standortbestimmung. Auf dem 14. Parteitag der DKP im Frühjahr 2000 forderte der DKP-Bundesvorsitzende Heinz Stehr die Schaffung einer „Europäischen Kommunistischen Partei“ als Antwort auf die „Herausforderungen der vom Kapital betriebenen europäischen Einigung“. Aber da die kommunistischen Parteien in Europa in vielerlei Hinsicht unterschiedliche Positionen vertreten, ließ sich diese Idee nicht verwirklichen.
Die DKP beteiligte sich in den 2000er Jahren an zwei europaweiten Zusammenschlüssen radikal linker Parteien: Zum einen an der Partei der Europäischen Linken (EL), die vorwiegend aus post-, reform- und neokommunistischen Parteien wie der deutschen Partei Die Linke, der französischen PCF und der italienischen PRC besteht, andererseits an der Europäischen Antikapitalistischen Linken (EAL), die überwiegend von trotzkistisch beeinflussten Organisationen gebildet ist, allerdings (Stand: 2008) an Bedeutung verloren hat.
Zwischen 2001 und 2006 nahm die DKP unregelmäßig an den Konferenzen der EAL teil. In der EL hatte sie lange Zeit einen Beobachterstatus. Unterstützt und vorangetrieben wurde die Zusammenarbeit mit der EL in der DKP von in Richtung „Öffnung und Erneuerung“ orientierten Kräften, während der „linksorthodoxe“ Parteiflügel eine enge Kooperation mit der EL ablehnte, da er die dort vereinten Parteien als zu „reformistisch“ einschätzte.

## Wahlergebnisse

### Bundestagswahlergebnisse
| Bundestagswahlergebnisse | Bundestagswahlergebnisse | Bundestagswahlergebnisse | Bundestagswahlergebnisse |
| Jahr                     | Stimmenanzahl            | Stimmenanteil            |                          |
| ------------------------ | ------------------------ | ------------------------ | ------------------------ |
| 1972                     | 113.891                  | 0,3 %                    |                          |
| 1976                     | 118.581                  | 0,3 %                    |                          |
| 1980                     | 71.600                   | 0,2 %                    |                          |
| 1983                     | 64.986                   | 0,2 %                    |                          |
| 1987                     | n. a.                    | n. a.                    |                          |
| 1990                     | n. a.                    | n. a.                    |                          |
| 1994                     | n. a.                    | n. a.                    |                          |
| 1998                     | n. a.                    | n. a.                    |                          |
| 2002                     | n. a.                    | n. a.                    |                          |
| 2005                     | n. a.                    | n. a.                    |                          |
| 2009                     | 1.894                    | 0,0 %*                   |                          |
| 2013                     | n. a.                    | n. a.                    |                          |
| 2017                     | 11.713                   | 0,0 %**                  |                          |
| 2021                     | 15.158                   | 0,0 %***                 |                          |

*) nur in Berlin angetreten; **) in 9 von 16 Bundesländern angetreten; ***) in 11 von 16 Bundesländern angetreten
Bei den Bundestagswahlen 1994, 1998, 2002 und 2013 trat die DKP zwar mit keiner Liste an, stellte jedoch Direktkandidaten auf, die bei jeder der eben genannten Wahlen 0,0 % der Erststimmen auf sich vereinigen konnten.

### Landtagswahlergebnisse
In den Ländern Thüringen und Sachsen ist die Partei bislang nicht zu einer Landtagswahl angetreten.
|      | BW    | BY    | BE    | BB    | HB    | HH    | HE    | MV    | NI    | NW    | RP    | SL    | SN    | ST      | SH    | TH    |
| ---- | ----- | ----- | ----- | ----- | ----- | ----- | ----- | ----- | ----- | ----- | ----- | ----- | ----- | ------- | ----- | ----- |
| 1970 |       | 0,4 % |       |       |       | 1,7 % | 1,2 % |       | 0,4 % | 0,9 % |       | 2,7 % |       |         |       |       |
| 1971 |       |       | n. a. |       | 3,1 % |       |       |       |       |       | 0,9 % |       |       |         | 0,4 % |       |
| 1972 | 0,5 % |       |       |       |       |       |       |       |       |       |       |       |       |         |       |       |
| 1974 |       | 0,4 % |       |       |       | 2,2 % | 0,9 % |       | 0,4 % |       |       |       |       |         |       |       |
| 1975 |       |       | n. a. |       | 2,2 % |       |       |       |       | 0,5 % | 0,5 % | 1,0 % |       |         | 0,4 % |       |
| 1976 | 0,4 % |       |       |       |       |       |       |       |       |       |       |       |       |         |       |       |
| 1978 |       | 0,3 % |       |       |       | 1,0 % | 0,4 % |       | 0,3 % |       |       |       |       |         |       |       |
| 1979 |       |       | n. a. |       | 0,8 % |       |       |       |       |       | 0,4 % |       |       |         | 0,2 % |       |
| 1980 | 0,3 % |       |       |       |       |       |       |       |       | 0,3 % |       | 0,5 % |       |         |       |       |
| 1981 |       |       | n. a. |       |       |       |       |       |       |       |       |       |       |         |       |       |
| 1982 |       | 0,2 % |       |       |       | 0,4 % | 0,4 % |       | 0,3 % |       |       |       |       |         |       |       |
| 1983 |       |       |       |       | n. a. |       | 0,3 % |       |       |       | 0,2 % |       |       |         | 0,1 % |       |
| 1984 | 0,3 % |       |       |       |       |       |       |       |       |       |       |       |       |         |       |       |
| 1985 |       |       | n. a. |       |       |       |       |       |       | n. a. |       | 0,3 % |       |         |       |       |
| 1986 |       | n. a. |       |       |       | 0,2 % |       |       | 0,1 % |       |       |       |       |         |       |       |
| 1987 |       |       |       |       | 0,6 % | n. a. | 0,3 % |       |       |       | 0,1 % |       |       |         | 0,2 % |       |
| 1988 | 0,2 % |       |       |       |       |       |       |       |       |       |       |       |       |         | 0,1 % |       |
| 1989 |       |       | n. a. |       |       |       |       |       |       |       |       |       |       |         |       |       |
| 1990 |       | n. a. | n. a. | n. a. |       |       |       | n. a. | n. a. | 0,0 % |       | 0,1 % | n. a. | n. a.   |       | n. a. |
| 1991 |       |       |       |       | n. a. | 0,1 % | n. a. |       |       |       | n. a. |       |       |         |       |       |
| 1992 | 0,0 % |       |       |       |       |       |       |       |       |       |       |       |       |         | n. a. |       |
| 1993 |       |       |       |       |       | n. a. |       |       |       |       |       |       |       |         |       |       |
| 1994 |       | n. a. |       | n. a. |       |       |       | n. a. | n. a. |       |       | n. a. | n. a. | n. a.   |       | n. a. |
| 1995 |       |       | n. a. |       | n. a. |       | 0,1 % |       |       | 0,1 % |       |       |       |         |       |       |
| 1996 | 0,0 % |       |       |       |       |       |       |       |       |       | n. a. |       |       |         | 0,0 % |       |
| 1997 |       |       |       |       |       | n. a. |       |       |       |       |       |       |       |         |       |       |
| 1998 |       | 0,0 % |       |       |       |       |       | n. a. | 0,2 % |       |       |       |       | n. a.   |       |       |
| 1999 |       |       | n. a. | n. a. | n. a. |       | 0,1 % |       |       |       |       | n. a. | n. a. |         |       | n. a. |
| 2000 |       |       |       |       |       |       |       |       |       | 0,0 % |       |       |       |         | n. a. |       |
| 2001 | 0,0 % |       | 0,1 % |       |       |       | n. a. |       |       |       | n. a. |       |       |         |       |       |
| 2002 |       |       |       |       |       |       |       | n. a. |       |       |       |       |       | 0,1 % * |       |       |
| 2003 |       | n. a. |       |       | n. a. |       | 0,2 % |       | n. a. |       |       |       |       |         |       |       |
| 2004 |       |       |       | 0,2 % |       | n. a. |       |       |       |       |       | n. a. | n. a. |         |       | n. a. |
| 2005 |       |       |       |       |       |       |       |       |       | n. a. |       |       |       |         | 0,1 % |       |
| 2006 | n. a. |       | n. a. |       |       |       |       | n. a. |       |       | n. a. |       |       | 0,1 % * |       |       |
| 2007 |       |       |       |       | n. a. |       |       |       |       |       |       |       |       |         |       |       |
| 2008 |       | n. a. |       |       |       | n. a. | n. a. |       | n. a. |       |       |       |       |         |       |       |
| 2009 |       |       |       | 0,2 % |       |       | n. a. |       |       |       |       | n. a. | n. a. |         | n. a. | n. a. |
| 2010 |       |       |       |       |       |       |       |       |       | n. a. |       |       |       |         |       |       |
| 2011 | 0,0 % |       | 0,2 % |       | n. a. | n. a. |       | n. a. |       |       | n. a. |       |       | n. a.   |       |       |
| 2012 |       |       |       |       |       |       |       |       |       | n. a. |       | n. a. |       |         | n. a. |       |
| 2013 |       | n. a. |       |       |       |       | n. a. |       | n. a. |       |       |       |       |         |       |       |
| 2014 |       |       |       | 0,2 % |       |       |       |       |       |       |       |       | n. a. |         |       | n. a. |
| 2015 |       |       |       |       | n. a. | n. a. |       |       |       |       |       |       |       |         |       |       |
| 2016 | 0,0 % |       | 0,2 % |       |       |       |       | 0,2 % |       |       | n. a. |       |       | n. a.   |       |       |
| 2017 |       |       |       |       |       |       |       |       | n. a. | 0,0 % |       | n. a. |       |         | n. a. |       |
| 2018 |       | n. a. |       |       |       |       | n. a. |       |       |       |       |       |       |         |       |       |
| 2019 |       |       |       | n. D. | n. a. |       |       |       |       |       |       |       | n. a. |         |       | n. a. |
| 2020 |       |       |       |       |       | n. a. |       |       |       |       |       |       |       |         |       |       |
| 2021 | 0,0 % |       | 0,1 % |       |       |       |       | 0,1 % |       |       | n. a. |       |       | n. a.   |       |       |
| 2022 |       |       |       |       |       |       |       |       | n. a. | 0,0 % |       | n. a. |       |         | n. a. |       |
| 2023 |       | n. a. | 0,2 % |       |       |       | 0,1 % |       |       |       |       |       |       |         |       |       |
| 2024 |       |       |       | 0,1 % |       |       |       |       |       |       |       |       | n. a. |         |       | n. a. |

*) Wahlbündnis DKP/KPD
n. a. = nicht angetreten; n. D. = nur Direktkandidaten
|  | höchstes Ergebnis in den Bundesländern (ohne Einzug in den Landtag) |

### Europawahlergebnisse

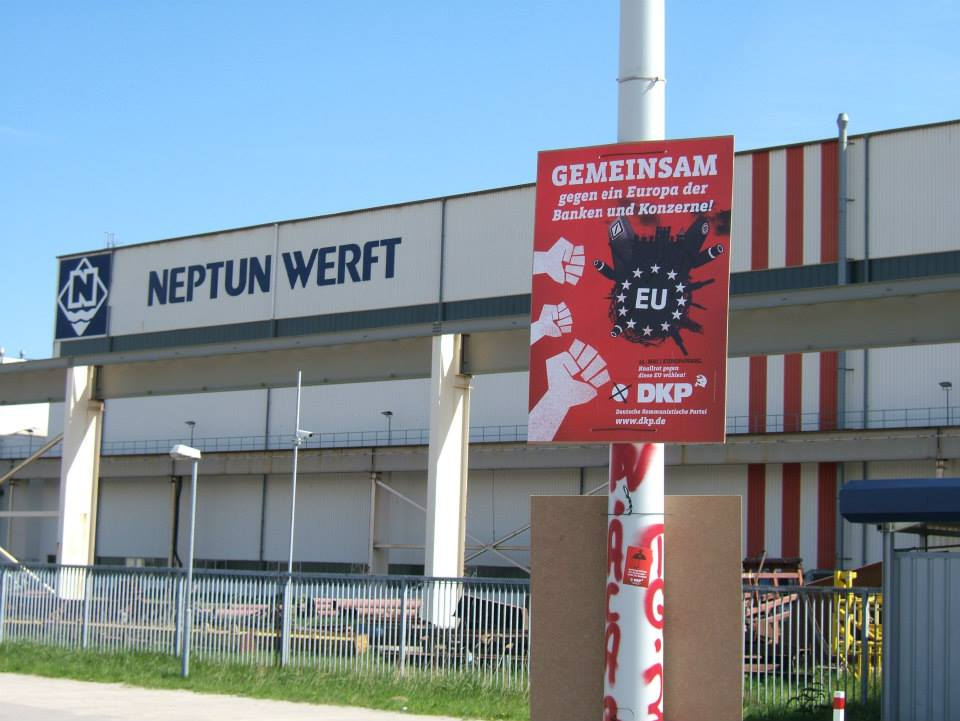
Wahlplakat der DKP zur EU-Wahl 2014 in Rostock

| Europawahlergebnisse | Europawahlergebnisse | Europawahlergebnisse | Europawahlergebnisse |
| Jahr                 | Stimmenanzahl        | Stimmenanteil        |                      |
| -------------------- | -------------------- | -------------------- | -------------------- |
| 1979                 | 112.055              | 0,4 %                |                      |
| 1984                 | n. a.                | n. a.                |                      |
| 1989                 | 57.704               | 0,2 %                |                      |
| 1994                 | n. a.                | n. a.                |                      |
| 1999                 | n. a.                | n. a.                |                      |
| 2004                 | 37.160               | 0,1 %                |                      |
| 2009                 | 25.615               | 0,1 %                |                      |
| 2014                 | 25.147               | 0,1 %                |                      |
| 2019                 | 20.419               | 0,1 %                |                      |
| 2024                 | 14.951               | 0,0 %                |                      |

n. a. = nicht angetreten